# Municipio de Lake Grove
El municipio de Lake Grove (en inglés: Lake Grove Township) es un municipio ubicado en el condado de Mahnomen en el estado estadounidense de Minnesota. En el año 2010 tenía una población de 189 habitantes y una densidad poblacional de 2,01 personas por km².

## Geografía
El municipio de Lake Grove se encuentra ubicado en las coordenadas 47°11′12″N 95°53′5″O / 47.18667, -95.88472. Según la Oficina del Censo de los Estados Unidos, el municipio tiene una superficie total de 94.22 km², de la cual 91,04 km² corresponden a tierra firme y (3,38 %) 3,18 km² es agua.

## Demografía
Según el censo de 2010, había 189 personas residiendo en el municipio de Lake Grove. La densidad de población era de 2,01 hab./km². De los 189 habitantes, el municipio de Lake Grove estaba compuesto por el 65,08 % blancos, el 22,22 % eran amerindios y el 12,7 % eran de una mezcla de razas. Del total de la población el 2,12 % eran hispanos o latinos de cualquier raza.